# Изложба „Цртеж и мала пластика” (1977)
Изложба „Цртеж и мала пластика” се одржала у периоду од 18. априла до 3. маја 1977. године, у Уметничком павиљону „Цвијета Зузорић” у Београду.

## Уметнички одбор
Избор радова за изложбу је обавио Уметнички одбор Друштва ликовних уметника Београда:
- Славољуб Вава Станковић, председник Одбора
- Даница Антић
- Стеван Боднаров
- Мило Димитријевић
- Ђорђе Илић
- Миодраг Нагорни
- Мира Сандић
- Славољуб Чворовић

## Излагачи

### Цртеж
1. Градимир Алексић
2. Срђан Алексић
3. Бошко Атанацковић
4. Милош Бајић
5. Бошко Бекрић
6. Коста Бунушевац
7. Биљана Вуковић
8. Зоран Вуковић
9. Душан Гавела
10. Горан Гвардиол
11. Вјера Дамјановић
12. Фатима Дедић Рајковић
13. Евгенија Демниевска
14. Мило Димитријевић
15. Милица Динић
16. Дуња Докић Николић
17. Драго Дошен
18. Ђорђе Ђорђевић Ђорђор
19. Слободан Ђуричковић
20. Маша Живкова
21. Јован Живковић
22. Јован Р. Зец
23. Весна Зламалик
24. Светлана Златић
25. Биљана Јанковић
26. Љубодраг Јанковић
27. Иванка Јевтовић
28. Александар Јовановић Бириљ
29. Владимир Јовановић
30. Драган Јовановић
31. Драгана Јовчић
32. Гордана Јоцић
33. Маријана Каралић
34. Бранимир Карановић
35. Божидар Кићевић
36. Стеван Кнежевић
37. Станислава Кнез Милојковић
38. Велизар Крстић
39. Сузана Кубинец
40. Радмила Лазаревић
41. Снежана Маринковић
42. Слободанка Мариновић Ступар
43. Душан Марковић
44. Мома Марковић
45. Милан Мартиновић
46. Даница Масниковић
47. Весна Мијачика
48. Милан Милетић
49. Рајка Миловић
50. Милун Митровић
51. Савета Михић
52. Душан Мишковић
53. Милица Мујбеговић Бачић
54. Тафил Мусовић
55. Миодраг Нагорни
56. Зоран Настић
57. Миливоје Новаковић Кањош
58. Миливој Олујић
59. Ружица Беба Павловић
60. Синиша Пајић
61. Бранимир Пауновић
62. Пепа Пашћан
63. Драгана Петровић Власак
64. Миодраг Петровић
65. Гордана Поповић
66. Божидар Продановић
67. Борислав Ракић
68. Слободанка Ракић Дамјанов
69. Кемал Рамујкић
70. Мирослав Савић
71. Рада Селаковић
72. Мирко Сикимић
73. Димитрије Сретеновић
74. Милан Сташевић
75. Радош Стевановић
76. Радмила Степановић
77. Мирко Стефановић
78. Слободан Стефановић Кут
79. Миливоје Стоиљковић
80. Добри Стојановић
81. Миодраг Стојановић
82. Мирослав Стојановић
83. Трајко Стојановић Косовац
84. Бранислав Суботић
85. Тања Тарновска
86. Србољуб Траванов
87. Михаило Трипковић
88. Јелена Трпковић
89. Лепосава Туфегџић
90. Томислав Шебековић
91. Александар Шиверт
92. Радуле Анђелковић
93. Југослав Радојичић

### Мала пластика
1. Никола Вукосављевић
2. Радмила Граовац
3. Светислав Здравковић
4. Антон Краљић
5. Анте Мариновић
6. Драгомир Милеуснић
7. Лепосава Милошевић
8. Борислава Недељковић Продановић
9. Михаило Пауновић Паун
10. Владислав Петровић
11. Славка Петровић Средовић
12. Рајко Попивода
13. Мирослав Протић
14. Милорад Рашић Раша
15. Душан Русалић
16. Милош Сарић
17. Славољуб Вава Станковић
18. Љубица Тапавички
19. Томислав Тодоровић